# 미노오센바한다이마에역
미노오센바한다이마에역(箕面船場阪大前駅, みのおせんばはんだいまええき)은 오사카부 미노오시에 건설중인 기타오사카 급행 전철 난보쿠선 연장선의 역이다.

## 역사
2024년 3월 23일 개통.

## 역 구조
구조로서 섬식 홈 1면 2선을 가지는 지하역이 된다. 완성 후 개찰구는 지하 1층, 홈(폭 약 7미터, 길이 약 200미터)은 지하 3층이 된다[19]. 사용의 용이성을 고집해, 엘리베이터, 수유실, 화장실 등을 개찰구 근처에 설치하는 것으로, 동선을 알기 쉽게 하고 있다. 홈의 디자인은 「섬유의 거리」를 테마로, 천장이나 벽은 랜덤하게 접힌 섬유를 표현하고 있다.

### 승강장
| 번선 | 노선                             | 목적지          |
| ---- | -------------------------------- | --------------- |
| 1    | □ 기타오사카 급행 전철 난보쿠 선 | 나카모즈 방면   |
| 2    | □ 기타오사카 급행 전철 난보쿠 선 | 미노카야노 방면 |

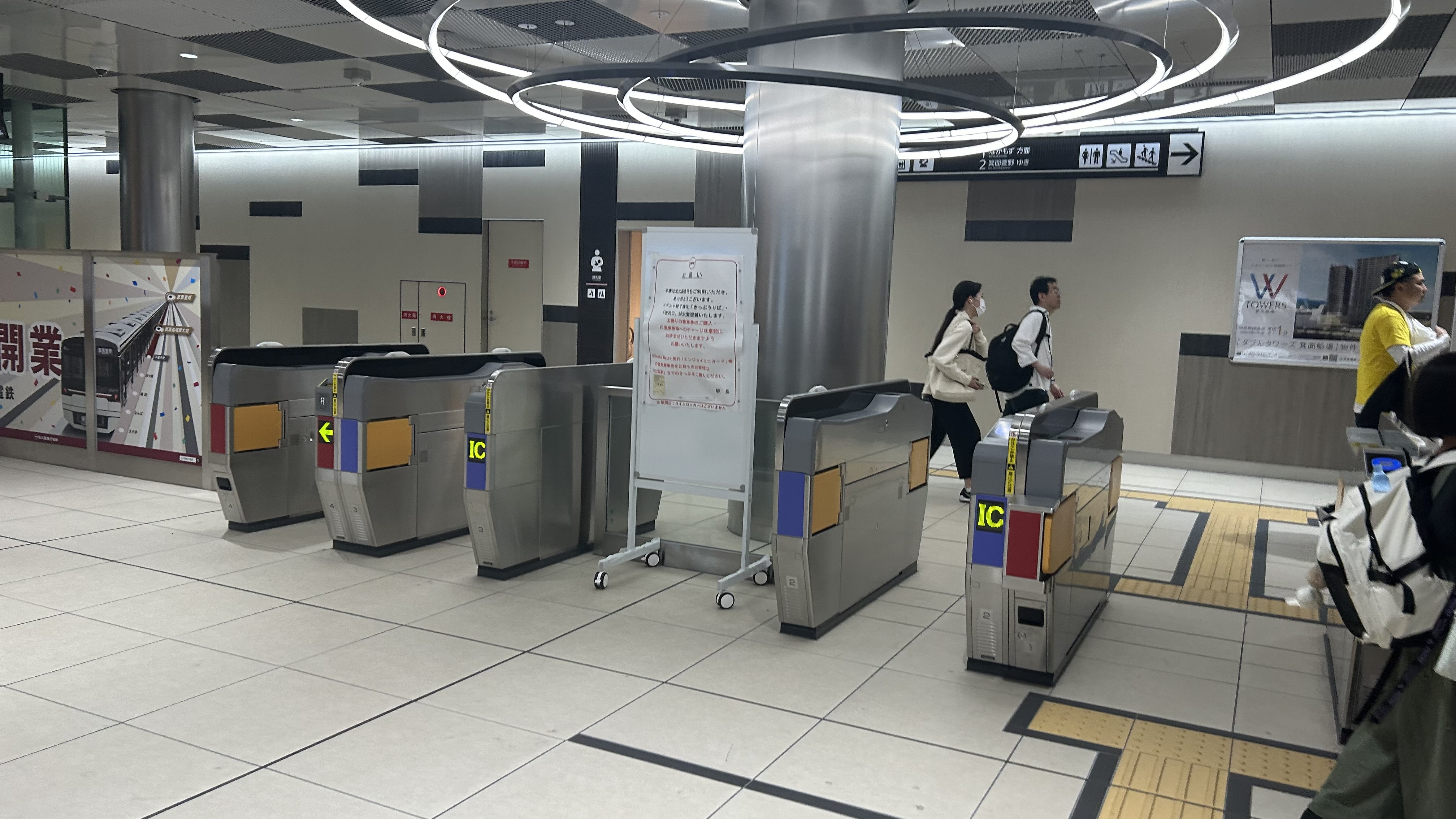
개찰구
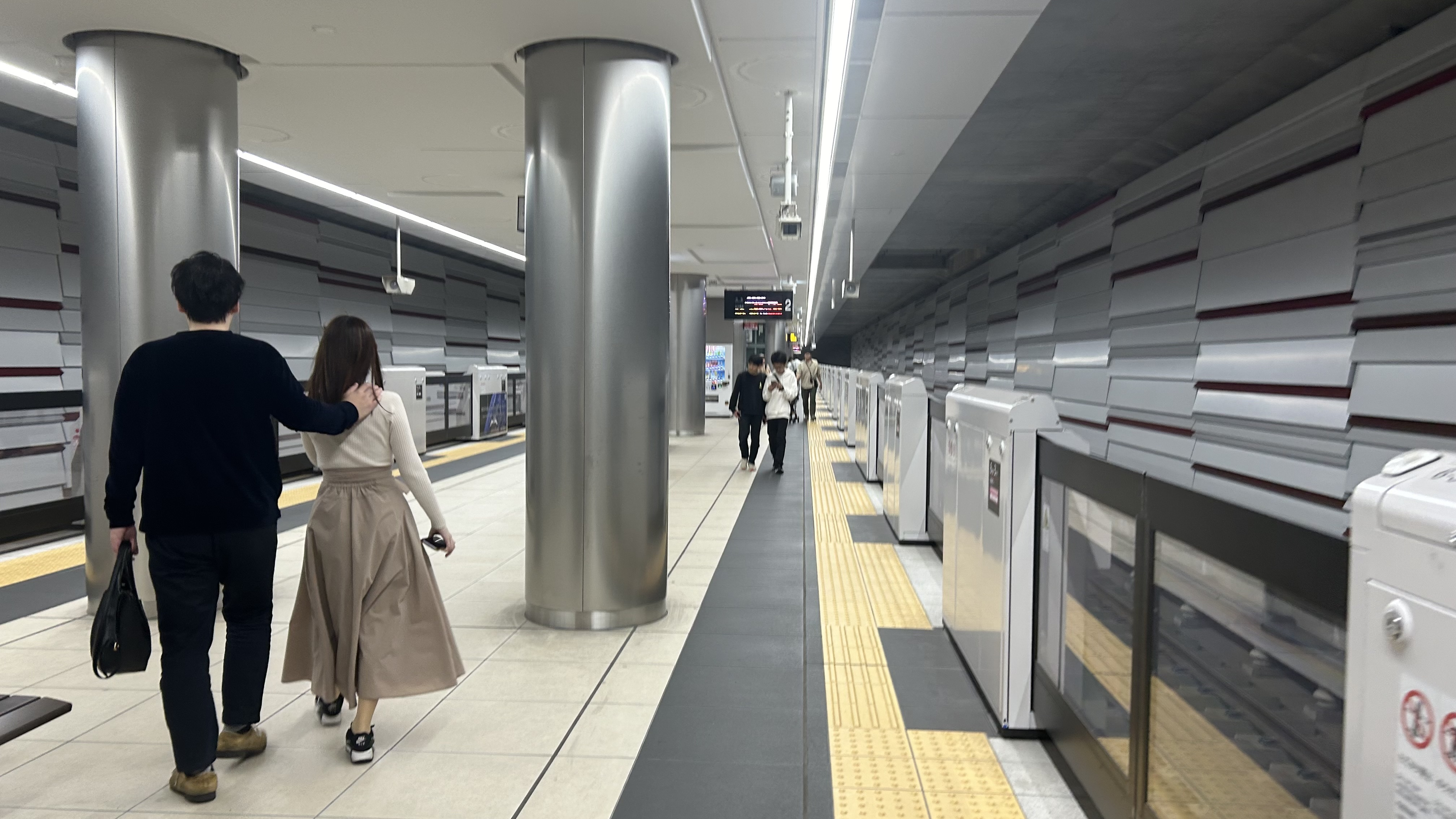
승강장

## 역 주변
역명의 표시대로, 역동의 「선장동」지구에 2021년 4월 오사카대학의 외국어학부가 이전한 고층빌딩형 캠퍼스가 있어 미노시시 시설과 일체화한 「문화예능・국제교류거점」 와 「건강 수명의 연신·헬스케어 거점」이 정비된다.

### 주요 시설 일람
- 오사카 대학 미노오 캠퍼스(외국어 학부)
- 미노시 시립 문화 예능 극장
- 미노시 시립 선장 평생 학습 센터
- 미노시 시립 선장 도서관(오사카 대학 부속 외국학 도서관)
- 미노시 시립 선장 광장(역 앞 광장) ※2021년 5월에 메인 덱·일부의 주륜장이 오픈, 2023년도 완성 예정
- (가칭) 간사이 스포츠 과학·헬스케어 종합 센터 ※2024년도 완성 예정
- 오사카 선장 섬유 도매 단지
- 미노미 FM 마치소다테
- 한큐 오아시스 미노베 선장점
- 에디온 미노 센바 점

## 인접역
| □ 기타오사카 급행 전철 난보쿠 선 | □ 기타오사카 급행 전철 난보쿠 선 | □ 기타오사카 급행 전철 난보쿠 선 |
| -------------------------------- | -------------------------------- | -------------------------------- |
| M06 미노카야노 미노카야노 방면   |                                  | M08 센리추오 나카모즈 방면       |